# Aporops bilinearis
Aporops bilinearis – gatunek ryby z rodziny strzępielowatych, jedyny przedstawiciel rodzaju Aporops Schultz, 1943.
Występowanie: Ocean Indyjski i Ocean Spokojny, rafy koralowe na głębokościach 1–15 m p.p.m.

## Opis
Osiąga do 10 cm długości.